# ليو كولين (لاعب اتحاد الرغبي)
ليو كولين (بالإنجليزية: Leo Cullen) (و. 1978  م) هو لاعب اتحاد الرغبي، من جمهورية أيرلندا، يلعب كساد ‏.

## التعليم
تعلم في جامعة كلية دبلن.

## روابط خارجية
- ليو كولين على موقع دوري الرغبي الممتاز (الإنجليزية)
- ليو كولين عل موقع إسبنسكروم (الإنجليزية)
- ليو كولين على موقع ItsRugby.co.uk (الإنجليزية)